# Кваснєвський Сигізмунд Карлович
Сигізму́нд Ка́рлович Кваснє́вський (1878, м. Тараща, Київської губернії — 25 вересня 1937, м. Київ) — католицький священик, настоятель костелів у Вінниці, Проскурові, Ростові-на-Дону та Києві. Жертва комуністичних репресій, розстріляний комуністами.

## Біографія

Знищений більшовиками костел св.Анни у м.Проскурів, настоятелем якого був о.Сигізмунд Кваснєвський.

Народився у місті Тараща Київської губернії, був старшим сином в родині Кароля та Вікторії. Крім Сигізмунда сім’я  мала ще двох доньок: середню Станіславу, 1878 р. народження та найменшу Юзефу, 1888 року.  Юзефа Кваснєвська у майбутньому стала вчителькою у волинському селі Копачівка, також була репресована, але залишилась жива.
Закінчив неповну гімназію в м. Немирів на Вінниччині. Після того вступив  на медичний факультет Київського університету святого Володимира.
З 1898 року Сигізмунд Кваснєвський був членом організації соціал-революціонерів (есерів). В 1901 році був виключений з числа студентів за участь у цій організації.
Декілька років працював домашнім вчителем в родині польських аристократів і цукрозаводчиків  Маньковських у маєтку Сагінка на Поділлі, Ямпільському повіті.
В 1909 році закінчив Житомирську духовну семінарію та був возведений в сан католицького священика.
З 1914 року працював на парафії в Брацлаві та у Самчинцях.
У 1920 році переїхав до Проскурова, де став настоятелем костела св.Анни, проявив себе як талановитий організатор, добрий душпастир.
Неодноразово арештовувався - в 1920, 1924, 1927 роках.
5 листопада 1927 року з нагоди 10-річчя перевороту в Петрограді в газеті "Вісті" було опубліковано листа від священників з подякою більшовистській владі "за свободу віросповідання". Серед тих, хто підписав листа, був і о.Сигізмунд. Після підписання його звільнили з в'язниці, але переслідування не припинилось. Священник перебував під пресом постійного залякування. В костелі проводилися обшуки, відбувались грабунки, ксьондза принижували, били. На пропозиції виїхати з України Кваснєвський відповідав, що добрий пастир не може полишити свою паству. Навіть у цей час таємно готував дітей до Першого Причастя.
12 березня 1930 року знову арештований. У споминах жительки Проскурова С.Окинської-Павловської описано епізод арешту, хоча вона вказує датою 1931 рік.  Вірні намагалися визволити душпастиря, але сили були нерівні.
|  | Обурені люди намагалися звільнити ксьондза з рук катів... Почалася боротьба. Пішли в рух рукоятки револьверів, кийки та батоги. Навколо костелу також почалася нерівна боротьба не на життя, а на смерть. Солдати на конях в'їхали в натовп людей, які стояли на колінах і молилися. Топтали беззахисних... У той же час ксьондза поспіхом запхали в автомобіль і повезли. |

10 травня 1930 року (чи 27 червня 1930 року) в Харкові засуджений до 5 років концтабору умовно та позбавлення громадянських прав на 3 роки.
О. Сигізмунду заборонили жити в Україні, тому він  виїхав до Ростова на Дону, де в січні 1932 року служив в костелі.
Кваснєвському було дозволено приїздити до Проскурова тричі на рік, він намагався продовжувати душпастирську працю, але костел св. Анни закрили, у 1936 році  підірвали.
З 1936 року завдяки зусиллям польського консульства о.Сигізмунду  дозволили оселитися в Києві,  де він служив на парафії св.Олекандра. О. Сигізмунд став останнім на довгі роки римо-католицьким священиком не тільки в Проскурові, але й у соборі св.Олександра.
03 червня 1937 року заарештований НКВД. Звинувачений у співпраці з польським консульством.
22 вересня 1937 року о.Сигізмунд Кваснєвський засуджений до вищої міри покарання.
25 вересня 1937 року вирок приведений в дію.
Його прах спочиває серед тисяч замордованих сталінським режимом у меморіалі в Биківні.